# M 80 (звёздное скопление)
M 80 (англ. M 80, Messier 80, NGC 6093, рус. Мессье 80) — шаровое звёздное скопление в созвездии Скорпиона.

## История открытия
Скопление было открыто Шарлем Мессье в 1781 году.

## Наблюдения

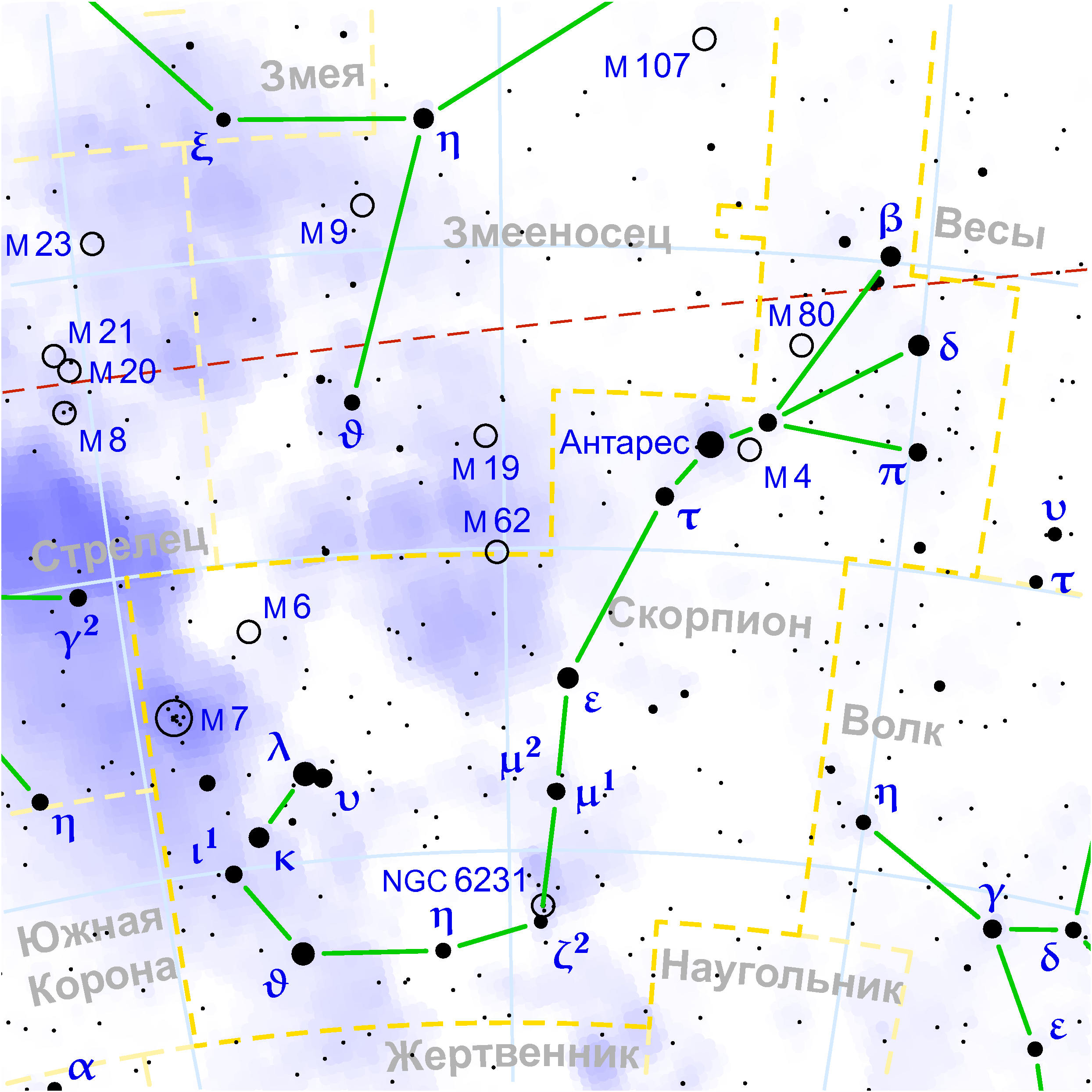
M 80 находится в Созвездии Скорпиона

M 80 находится посередине между α Скорпиона (Антарес) и β Скорпиона (Акраб) в части Млечного Пути, богатой туманностями. Его можно увидеть в средний любительский телескоп как пёстрый световой шар.

## Изображения
| Гал.долгота 352.6732° Гал.широта +19.4630° Расстояние 32 600 св. лет |